# Stanisław Piłat
Stanisław Piłat (ur. 13 kwietnia 1909 w Nowym Targu, zm. 10 maja 1993 tamże) – polski bokser, olimpijczyk.

## Kariera
Walczył w wadze ciężkiej. Posiadał doskonałe warunki fizyczne − mierzył 189 cm i ważył 96 kg. Uczestniczył w igrzyskach olimpijskich w Berlinie (1936), ale przegrał pierwszą walkę. Trzy razy brał udział w mistrzostwach Europy: w Budapeszcie 1934, Mediolanie 1937 i Dublinie 1939, lecz nie zdobył w nich medalu.

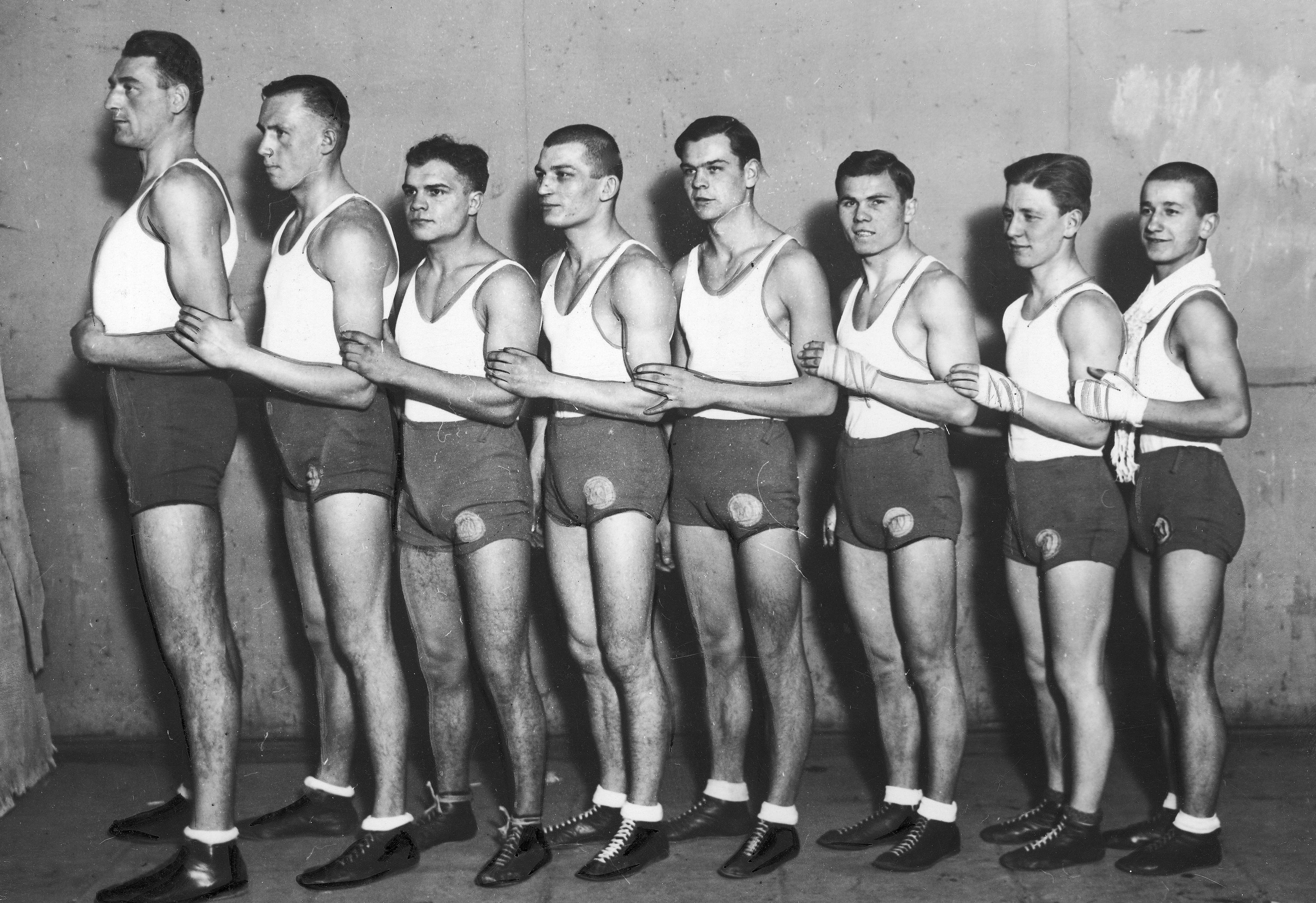
Drużyna bokserska Warty Poznań (1935). Stoją od lewej: Stanisław Piłat, Franciszek Szymura, Antoni Kruszyna, Janisław Sipiński, Władysław Jarecki, Tadeusz Rogalski, Wincenty Wirski i Edmund Sobkowiak.

Sześć razy zdobywał mistrzostwo Polski: w latach 1934–1939. Był wicemistrzem w 1933 (przegrał wówczas z Tomaszem Konarzewskim). Pięć razy zdobywał drużynowe mistrzostwo Polski z Wartą Poznań w latach 1932–1936. 20 razy wystąpił w reprezentacji Polski, wygrywając 9 walk, 3 remisując i 8 przegrywając w latach 1933–1939.
Był zawodnikiem Warty Poznań (1931–1936) i Policyjnego Klubu Sportowego Katowice (1936–1939).
W karierze stoczył 170 walk, 143 wygrał, 3 zremisował i 24 przegrał.
Po II wojnie światowej pracował jako nauczyciel wychowania fizycznego w Nowym Targu.
Został pochowany na cmentarzu komunalnym w Nowym Targu – Skotnica (kwatera 51-1-34). 